# Abgrabungsgesetz
Die Abgrabungsgesetze der deutschen Bundesländer regeln die oberirdische, oberflächennahe Gewinnung von Bodenschätzen in Tagebauen, soweit sie nicht dem Bergrecht unterliegen und nach dem Bundesberggesetz zu behandeln sind.
Es geht hier insbesondere um Kies, Sand, Ton, Lehm, Kalkstein, Dolomit, sonstige Gesteine, Torf und Moorschlamm.

### Beispiele für Abgrabungsgesetze
- Nordrhein-Westfälisches „Gesetz zur Ordnung von Abgrabungen (Abgrabungsgesetz)“
- „Bayerisches Abgrabungsgesetz (BayAbgrG)“